# Barry Sonnenfeld
Barry Sonnenfeld (ur. 1 kwietnia 1953 w Nowym Jorku) – amerykański reżyser, operator i producent filmowy żydowskiego pochodzenia. Zaczynał jako reżyser filmowy w telewizji, następnie operator, między innymi u braci Coen, a od 1991 samodzielny reżyser filmów komediowych, obecnie producent filmowy oraz na powrót reżyser TV.

## Życiorys
Ukończył studia na wydziale nauk sztuki filmowej na uniwersytecie w Nowym Jorku.
W pierwszej połowie lat 80. był reżyserem telewizyjnym. Pracę operatora zaczynał wtedy, gdy Rob Reiner i bracia Coen swoje kariery. Z Coenami pracował w 1984 przy Śmiertelnie proste, Arizona Junior oraz Ścieżka strachu (Miller's Crossing), a z Reinerem przy Kiedy Harry poznał Sally i Misery, gdzie był także asystentem reżysera. Z innych produkcji, w których Sonnenfeld był operatorem, warto wymienić znaną komedię „Duży” z Tomem Hanksem w nominowanej do Oscara roli głównej. W 1991 Sonnefeld wyreżyserował swój pierwszy film, „Rodzinę Adamsów”, którego tytułowi bohaterowie byli postaciami zaczerpniętymi z popularnego serialu o tej samej nazwie. Film odniósł kasowy sukces. Autor zajął się reżyserowaniem komedii. Jego Dorwać małego z 1995 otrzymał Złoty Glob w kategorii „Najlepsza rola w komedii lub musicalu” dla Johna Travolty oraz 3 inne nagrody i 8 nominacji. Następstwem obu sukcesów była złożona przez Stevena Spielberga propozycja reżyserowania filmu opartego na popularnym komiksie. W 1997 na ekranach kin pojawił się najbardziej jak dotąd znany obraz Sonnenfelda Faceci w czerni. Następnym zaś hitem był film, oparty na noweli Leonarda Elmore, Bardzo dziki zachód, wyprodukowany dwa lata później razem z Jonem Petersem, ekscentrycznym i znaczącym hollywoodzkim producentem. Wraz z tym filmem Sonnenfeld zaczął zajmować się produkcją filmów. Z ważniejszych jego pozycji warto wymienić: z 2004 „Ladykillers” Coenów i Zaczarowaną Kevina Limy z 2007. Jego ostatnim sukcesem reżyserskim był sequel „Facetów w czerni”, czyli MIB II, po czym Sonnenfeld zajął się na powrót reżyserią dla TV. W 2012 roku odbyła się premiera jego najnowszego filmu, Faceci w czerni III.